# Metropolitano de Lahore
O Metrô de Lahore, na cidade de Lahore se tornará o segundo sistema de metropolitano, no Paquistão, depois do Metrô de Karachi. O projeto está previsto para terminar em 25 de outubro de 2020.

## Fase I
Na Fase I serão construídas duas linhas. Um irá ser um Norte-Sul rota chamada de Linha Verde e outra será um Leste-Oeste rota chamada de Linha Laranja.

### Linha Verde
Linha Verde vai custo UU$ 2,4 bilhões para a construção. A Linha Verde alargaria de Shahdara para Hamza Cidade através Road Ravi, Lower Mall, Mall Road, Fatima Jinnah Road, Qartaba Chowk e Ferozepur Road áreas. O comprimento da linha verde que vai ser de 27 km. Sendo 11,6 km de extensão da Linha Verde rota seria subterrânea, enquanto que 15,4 km de comprimento seria gerais.
Haverá 12 estações subterrâneas e 10 estações construídas gerais sobre o percurso da Linha Verde.
A inauguração da "Linha Verde" está prevista para 2011. Inicialmente o projeto era para terminar em 2012, mas devido à Copa do Mundo de Críquete de 2011, Lahore será hospedeiro em poucos jogos, a conclusão da Linha Verde data foi puxada para 2011. As primeiras estimativas são de que 227.000 pessoas anualmente que seriam beneficiadas com a linha verde.
Em Março de 2007, Governo de Punjab convidou o Dr. E. Sreedharan quem é o gerente de sucesso operacional Metrô de Délhi em Délhi, na Índia. Depois de estudar o projeto detalhes Dr. Sreedharan declarou o Projeto Linha Verde como um projeto viável. Ele tem controlado a primeira prioridade da linha de percurso Shahdara para Hamza Town. Na sua opinião, a implementação do projeto da Linha Verde (Fase I) enfrentaria nenhuma grande dificuldade técnica, porque a condição percurso foi bom e as estradas com boa largura, com espaço para construção subterrânea sem criar graves inconvenientes para a cidade.

### Linha Laranja
A Linha Laranja decorrerá entre o Paquistão Mint e Sabzazar. Vai custar UU$ 1,9 bilhões e será concluída até 2015. No entanto, o Paquistão Railways lançou Programa de Desenvolvimento Profissional para os vários agentes. O objetivo é dar ao estado da arte da formação para os funcionários a construir rápido um sistema de trânsito no país. O presente estudo é conduzido pela consultoria MVA, que é altamente insuficiente. Hanif Gul, o oficial das Ferrovias do Paquistão, tomou-se a viabilidade do Metrô de Lahore como sua dissertação do projeto. O estudo detalhado será apresentado ao Governo do Paquistão, em Outubro de 2008.

## Fase II
Na segunda fase, as linhas azul e roxa serão construídas.